# بوي أولمي
كارلوس أولمي (بالإسبانية: Carlos Olmi)‏ ويعرف في الوسط الفني ببوي أولمي (بالإسبانية: Boy Olmi)‏ (18 ديسمبر 1955)، هو ممثل ومخرج أفلام أرجنتيني.

## حياتها
أخرج أولمي الفيديو التجريبي رجل الأسبوع (بالإسبانية: El Círculo Xenético)‏، واكتسب سمعة جيدة جعله يحصد العديد من الجوائز الدولية. في 1992، صور الفيلم الوثائقي القصير هاسييندو دينامو (بالإسبانية: Haciendo Dynamo)‏ أثناء تسجيل ألبوم دينامو لفرقة سودا ستيريو. في 2006، شارك في الجزء الثاني من برنامج الرقص من أجل حلم (بالإسبانية: Bailando por un sueño)‏.
شارك في 30 فيلم منذ 2002 إلى 2003 من بينهم طريق ريبيلدي. كما شاركت في سيتكوم المربية (بالإسبانية: La Niñera)‏ مابين 2004 و2005.
في 2008، أخرج أول فيلم له الدم في المحيط (بالإسبانية: Sangre del Pacífico)‏.
تزوج بالممثلة كارولا ريينا.

## أعماله

### الأفلام

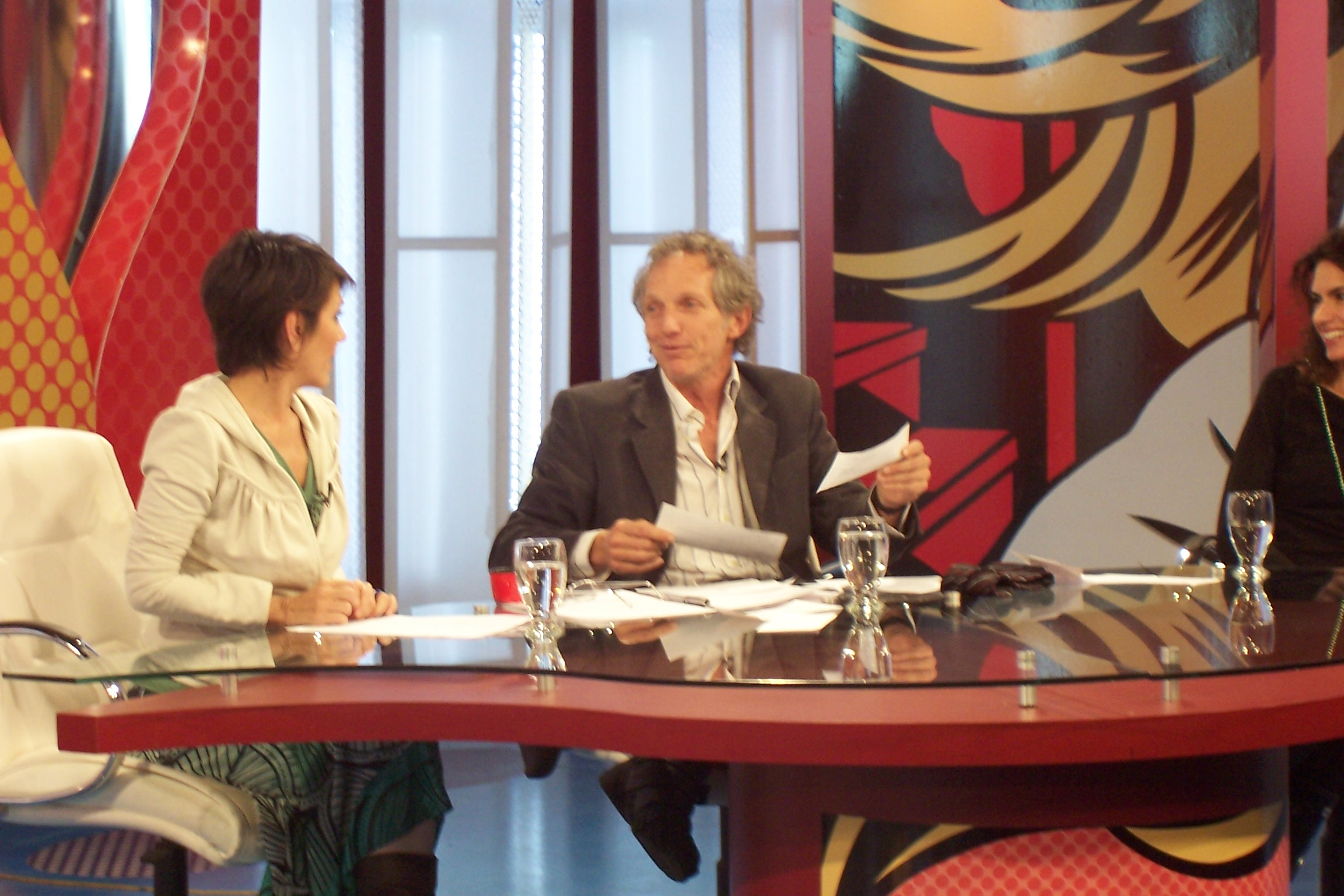
بوي أولمي في مقابلة تلفزيونية مع ساندرا روسو سنة 2008.

| السنة | الاسم               | الاسم الأصلي        |
| ----- | ------------------- | ------------------- |
| 2004  | إيريوي: 4 طرق       | Errewar: 4 caminos  |
| 2005  | بوذا                | Un buda             |
| 2007  | الإله الواحد        | Hunab Ku            |
| 2007  | العار               | Infamia             |
| 2007  | عندما قفزت          | Cuando ella saltó   |
| 2009  | أب ليوم واحد        | Papá por un día     |
| 2009  | الدم في المحيط      | Sangre del Pacífico |
| 2009  | آثار أقدام في الماء | Huellas en el agua  |
| 2010  | للوهلة الأولى       | Colpo di fulmine    |
| 2012  | أخطاء               | Errata              |

### المسلسلات
| السنة   | الاسم                   | الاسم الأصلي                |
| ------- | ----------------------- | --------------------------- |
| 2010    | الجميع ضد خوان          | Todos contra Juan           |
| 2011    | سنة من التسجيل          | Un año para recordar        |
| 2011    | العودة إلى الحلقة       | Volver al ruedo             |
| 2013    | كيتابيناس               | Qitapenas                   |
| 2013–14 | الحلفاء                 | Alidos                      |
| 2013    | الجميع فاقد للوعي       | Inconsciente colectivo      |
| 2013–14 | جيران في حرب            | Los vecinos en guerra       |
| 2014    | في العلاج               | En Terapia                  |
| 2015    | الصراعات العصرية        | Conflictos modernos         |
| 2016    | مؤسسة هيسبيد على الحافة | Fundación Huésped: Al borde |

### المسرحيات
| الاسم                               | الاسم الأصلي                                    |
| ----------------------------------- | ----------------------------------------------- |
| الطابق السفلي                       | Sótano                                          |
| القصة التاريخية لفيكتور فرانكنشتاين | La sorprendente historia de Víctor Frankenstein |
| التشابه                             | El parecido                                     |
| مرايا دائرية                        | Espejos circulares                              |
| متطابقة                             | Idénticos                                       |